# Apostadero y Atarazana

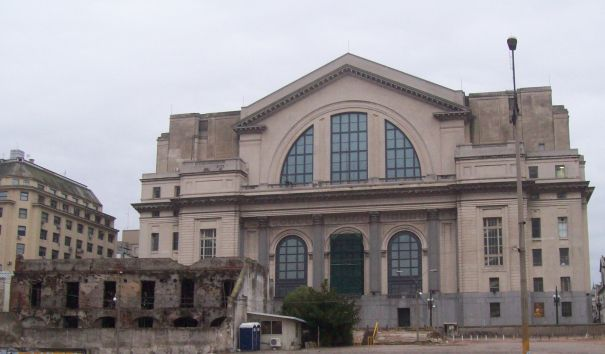
Apostadero y Atarazana

Das Apostadero y Atarazana, ursprünglich auch als Barracón de la Marina bezeichnet, ist ein Bauwerk in der uruguayischen Landeshauptstadt Montevideo.
Das 1776 errichtete Gebäude befindet sich in der Ciudad Vieja an der Calle Zabala 1583 zwischen der Calle Piedras und der Rambla 25 de Agosto de 1825. Für den Bau zeichnete Ingenieur Francisco Rodríguez Cardoso verantwortlich. Während hier ursprünglich von 1776 bis 1816 eine Marinestation (Apostadero Naval del Río de la Plata, Patagonia y Malvinas) und von 1816 bis 1830 der Zoll (Aduana de Montevideo) bzw. von 1830 bis 1852 Zoll sowie Post (Aduana y Servicio de Correos) angesiedelt waren, befanden sich hier zuletzt die Räumlichkeiten des Museo del Descubrimiento. Das acht Meter hohe, zweistöckige Bauwerk steht seit 2009 leer.
Seit 1975 ist das Gebäude als Monumento Histórico Nacional klassifiziert.